# Odcinek Taktyczny „Asfalt”
Odcinek Taktyczny „Asfalt” – odcinek taktyczny nr 14 Ukraińskiej Powstańczej Armii, wchodzący w skład II Okręgu Wojskowego Buh.
Odcinek Taktyczny „Asfalt” został utworzony pod koniec lata 1945 roku poprzez wydzielenie z obszaru Odcinka Taktycznego „Jastrub”. Znajdował się w południowej części Okręgu Wojskowego „Buh”, obejmując miejscowości: Gródek, Pustomyty, Winniki, Rudki, Komarno, Szczerzec, Bóbrka, Mikołajów, Chodorów.
Dowódcą Odcinka był „Hrabenko” (1945–1946), a członkami dowództwa Odcinka: „Ostap” (1945), „Woronenko” (1946), „Romko” (1946).
W czerwcu 1946 roku dowództwu Odcinka podlegały sotnie: „Żubry” (dowódca „Dyr”), „Nepoborni” (dowódca „Osyka”), „Naddnistrianci” (dowódca „Żurba”).